# SKA 상트페테르부르크

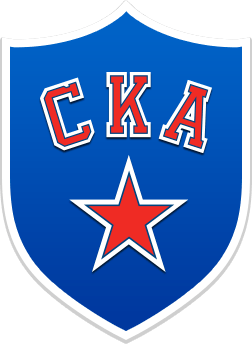
2015년에 사용된 로고

SKA 상트페테르부르크(러시아어: СКА Санкт-Петербург)는 1946년 창단한 러시아 상트페테르부르크의 프로 아이스하키팀이다. 현재 콘티넨탈 하키 리그에 참가하고 있으며 홈구장은 아이스 팰리스이다. SKA는 육군 스포츠 클럽의 약자이다.